# Alberto Molfino
Alberto Ugo Molfino (ur. 11 lipca 1906 w Genui, zm. 18 lipca 1977 w Terni) – włoski zapaśnik walczący w stylu klasycznym. Olimpijczyk z Berlina 1936, gdzie zajął piąte miejsce w wadze lekkiej.

## Letnie Igrzyska Olimpijskie 1936
| Konkurencja          | Rundy eliminacyjne         | Rundy eliminacyjne       | Rundy eliminacyjne     | Rundy eliminacyjne  | Klas. końcowa |
| Konkurencja          | Przeciwnik I               | Przeciwnik II            | Przeciwnik III         | Przeciwnik IV       | Miejsce       |
| -------------------- | -------------------------- | ------------------------ | ---------------------- | ------------------- | ------------- |
| 66 kg styl klasyczny | Sotirios Vatanidis (GRE) Z | Herbert Olofsson (SWE) P | Oskar Holinger (SUI) Z | Jozef Herda (TCH) P | 5.            |